# 吳崧
吳崧，字若崙，明末清初燕山人士，測字名家，生平不詳。
著有《幾神驗存》一書，內容應是測字故事居多，惜已失傳；惟有幾則被摘錄在周亮工《字觸》中。